# Johnsonia acaulis
Johnsonia acaulis är en grästrädsväxtart som beskrevs av Stephan Ladislaus Endlicher. Johnsonia acaulis ingår i släktet Johnsonia och familjen grästrädsväxter. Inga underarter finns listade i Catalogue of Life.